# یواس‌اس گارد (۱۸۵۷)
یواس‌اس گارد (۱۸۵۷) (به انگلیسی: USS Guard (1857)) یک کشتی بود که طول آن 160' بود. این کشتی در سال ۱۸۵۷ ساخته شد.